# درعيات كندا
درعيات كندا (الاسم العلمي:†Canadaspididae) هي فصيلة منقرضة من مفصليات الأرجل تتبع رتبة غشائيات القحفة من طائفة نظيرات القشريات.

## التصنيف
- فصيلة †درعيات كندا
  - جنس †درعية كندا
    - †درعية كندا الناعمة
    - †درعية كندا الكاملة